# Paul Jean Joseph Barbarin
Paul Jean Joseph Barbarin (Tarbes, 20 de outubro de 1855 – 28 de setembro de 1931) foi um matemático francês, especialista em geometria.

## Educação e carreira
Barbarin estudou matemática por um breve tempo na École Polytechnique mas mudou, com a idade de 191⁄2 anos, para a École Normale Supérieure, onde foi aluno de matemática de, dentre outros, Charles Briot, Jean-Claude Bouquet, Jules Tannery e Gaston Darboux. Barbarin foi professor de matemática do Lyceum de Nice e depois do Lyceum de Toulon. Em 1891 foi professor do Lyceum de Bordeaux, onde lecionou durante muitos anos. Na época de sua morte era professor da École Spéciale des Travaux Publics em Paris.
Em 1903 a Kazan Physical and Mathematical Society da Universidade Estatal de Kazan concedeu a Medalha Lobachevsky a David Hilbert, mas a sociedade citou Barbarin como a segunda escolha dentre os nomeados considerados. Quando Hilbert recebeu o prêmio da sociedade, Henri Poincaré contribuiu com um relato sobre o trabalho de Hilbert, e o professor Mansion de Ghent contribuiu com um relato sobre o trabalho de Barbarin. Em um artigo publicado em 1904 no periódico Science, George Bruce Halsted escreveu um sumário em inglês dos dois relatos em francês.
Athanase Papadopoulos editou e traduziu a obra de Lobachevsky Pangéométrie ou Précis de géométrie fondée sur une théorie générale et rigoureuse des parallèles (Pangeometry) e escreveu uma nota de rodapé em relação a Barbarin:
P. Barbarin, La géométrie non euclidienne ... This is an excellent introductory textbook on hyperbolic geometry, although it presents some of the results without complete proofs. The book also contains interesting historical remarks. The third edition of the book (1928) contains supplementary chapters by A. Buhl on the relation between non-Euclidean geometry and physics. ... Barbarin was a high-school teacher in Bordeaux. We owe him several results on hyperbolic geometry, in particular, the first complete classification of conics and quadrics in the non-Euclidean plane, and new formulae for volumes of tetrahedra.
Foi palestrante convidado do Congresso Internacional de Matemáticos em Bolonha (1928).

## Publicações selecionadas

### Artigos
- "Note sur le planimètre polaire." Nouvelles annales de mathématiques: journal des candidats aux écoles polytechnique et normale 19 (1880): 212–215.
- "Note sur les coordonnées bipolaires." Nouvelles annales de mathématiques: journal des candidats aux écoles polytechnique et normale 1 (1882): 15–28.
- Sur le droite de Simson. Mathesis 2 (1882) Part I, 106–108, Part II, 122–129. (See Robert Simson.)
- Note sur l'herpolhodie. Nouvelles annales de mathématiques: journal des candidats aux écoles polytechnique et normale 4 (1885): 538–556.
- Systèmes isogonaux du triangle. Association française pour l'avancement des sciences 2 (1896) 89–105.
- Triangles dont les bissectrices ont des longueurs données. Mathesis 16 (1896) 143–150.
- Une généralisation de théorème de Joachimstal Revue de mathématiques spéciales 4 (1897) 353–354. (See [[]].)
- Constructions sphériques a la règle et au compas. Mathesis 19 (1899) Part I, 57–60, Part II, 81–85.
- On the Utility of Studying Non-Euclidean Geometry. The American Mathematical Monthly 8, no. 8/9 (1901) 161–163. (trans. by G. B. Halsted)
- Le cinquième livre de la Métagéométrie Mathesis 21 (1901) 177–191.
- Bilatères et trilatères en Metagéométrie Mathesis 22 (1902) 187–193.
- Les cosegments et les volumes en géométrie non euclidienne. Mémoires de la Société des sciences physiques et naturelles de Bordeaux, série 6, tome 2 (1902) 25–44.
- Polygones réguliers sphériques et non-euclidiens. Le matematiche pure ed applicate 2 (1902) 137–145.
- Calculs abrégés de sinus et cosinus circulaires ou hyperboliques Mémoires de la Société des sciences physiques et naturelles de Bordeaux, série 6, tome 2 (1904) 163–188.

### Livros
- Études de géométrie analytique non euclidienne. Bruxelles: [s.n.] 1900
- Géométrie infinitésimal non euclidienne. Lisbonne: [s.n.] 1901
- La géométrie non euclidienne. Paris: [s.n.] 1902[5][6] deuxième édition. [S.l.: s.n.] 1907 troisième édition. [S.l.: s.n.] 1928; notes détaillées par Adolphe Buhl[7]